# Phare Akra Kitries
Le phare Akra Kitries, également appelé phare Kitries, est situé au Cap Kitries dans le Golfe de Messénie en Grèce. Il guide les bâtiments pour l'entrée dans le port de Kalamata. Il est achevé en 1892.

## Caractéristiques
Le phare surmonte l'ancienne maison du gardien. Il s'élève à 32 mètres au-dessus de la mer Ionienne.

## Codes internationaux
- ARLHS[2] : GRE-082
- NGA : 14968
- Admiralty[3] : E 4032

## Source
(en) [PDF] List of lights radio aids and fog signals - 2011 - The west coasts of Europe and Africa, the mediterranean sea, black sea an Azovskoye more (sea of Azov) (la liste des phares de l'Europe, selon la National Geospatial - Intelligence Agency)- Version 2011 - National Geospatial - Intelligence Agency - p. 260

## Lien connexe
Golfe de Messénie